# Lordotus cingulatus
Lordotus cingulatus is een vliegensoort uit de familie van de wolzwevers (Bombyliidae). De wetenschappelijke naam van de soort is voor het eerst geldig gepubliceerd in 1959 door Johnson and Johnson.